# CONS
CONS spojovaná síťová služba (anglicky Connection-Oriented Network Service nebo Connection-mode network service), je jedním ze dvou typů protokolů síťové vrstvy v OSI; druhým je CLNS (nespojovaná síťová služba) Connectionless. Obě služby jsou popsány v ITU-T doporučení X.213.
Za prototypický příklad CONS se obvykle bere X.25 s určitými úpravami.

## Protokoly poskytující CONS
Mezi protokoly, které poskytují CONS službu, patří:
- X.25 definovaný v ITU-T doporučení X.223[2] je protokol pro přístup k veřejným datovým sítím poskytující CONS.

- Signalling Connection Control Part (SCCP) definovaný v ITU-T doporučení Q.711[3] je protokol pro Signalizační systém č. 7 poskytující CONS.

- Service Specific Connection Oriented Protocol (SSCOP) definovaný v ITU-T doporučení Q.2110[4] je protokol pro sítě Asynchronous Transfer Mode poskytující CONS.